# Adolfo Ruiz Cortines
Pour les articles homonymes, voir Ruiz.
Adolfo Ruiz Cortines, né le 30 décembre 1890 à Veracruz, Mexique et décédé le 3 décembre 1973 à Mexico, Mexique, est un homme politique mexicain qui est président de la République,.